# Matelea radiata
Matelea radiata är en oleanderväxtart som beskrevs av Donovan Stewart Correll. Matelea radiata ingår i släktet Matelea och familjen oleanderväxter. Inga underarter finns listade i Catalogue of Life.